# Dickmühle (Treuchtlingen)
Dickmühle ist ein Gemeindeteil der Stadt Treuchtlingen im Landkreis Weißenburg-Gunzenhausen (Mittelfranken, Bayern). Dickmühle liegt in der Gemarkung Haag bei Treuchtlingen.

## Lage
Die Einöde Dickmühle liegt im Tal des der Altmühl rechts zufließenden Möhrenbachs im Hahnenkamm in der Südlichen Frankenalb. Von der durch das Tal führenden Staatsstraße 2217 zweigt eine Verbindungsstraße zu dem am südlichen Talrand gelegenen Mühlenanwesen ab. Westlich der Mühle quert die Bahnstrecke Donauwörth–Treuchtlingen das Tal.

## Ortsnamendeutung
Der Ortsname wird gedeutet als „zu der Mühle am Waldteil Dicke“; der Flurname „in der Dickhe“ (am Dickicht) ist für 1621 belegt.

## Geschichte
Die „Dickmul an der Meern“ wurde erstmals 1360 erwähnt; Heinrich von Pappenheim bestätigte urkundlich, dass die Mühle von seinem Vorfahren an die Kapelle zum Heiligen Geist in Pappenheim gegeben wurde. 1559 wurde sie als „Zohlmühle“ bezeichnet, die dem Augustinerkloster Pappenheim gehörte; auf ihr saß 1561 ein Endrich Grießmeier. 1596 erschien sie nach einem neuen Besitzer (oder dessen Vornamen) als „Bartels Mühl a. d. Möhrn“. 1667 gehörte die „Zollmühle“ der Herrschaft Treuchtlingen, während sie vor dem Dreißigjährigen Krieg noch pappenheimisch war. Mit der Herrschaft Treuchtlingen ging sie an das Fürstentum Ansbach über; sie diente nunmehr zugleich als Zollstation zwischen dem ansbachischen und dem pappenheimischen Territorium. Nach einem Beleg von 1730 war der Zehnt an das Kloster Rebdorf zu leisten, während die Vogtei Treuchtlingen innehatte und die Fraisch von den Pappenheimern wahrgenommen wurde. Am Ende des Heiligen Römischen Reiches gehörte die „Zollmühle“ 1803 zum ansbachisch-markgräflichen Verwalteramt Treuchtlingen.
Mit dem ehemaligen ansbachischen Fürstentum, seit 1791/92 preußisch, kam die Mühle 1805/06 an das Königreich Bayern und 1808 mit Haag zum Steuerdistrikt Rehlingen im Landgericht Heidenheim. 1810 wurde die Dickmühle der Munizipalgemeinde Treuchtlingen, 1857 der Gemeinde Haag zugeschlagen, die gleichzeitig mit dem Markt Treuchtlingen dem Landgericht Pappenheim und dem Rentamt Weißenburg zugeordnet wurde; 1862 wurde das Bezirksamt Weißenburg gebildet, das 1939 als Landkreis umgestaltet wurde. Im Zuge der Gebietsreform in Bayern ließ sich die Gemeinde Haag „bei Treuchtlingen“ (Namenszusatz seit 1927) am 1. Januar 1972 nach Treuchtlingen eingemeinden. Ein kleinerer Teil dieser Gemeinde kam zu Langenaltheim.
1865 beschrieb der Besitzer Wilhelm Wiesinger die Dickmühle in einer Verkaufsofferte als Mühle mit vier Mahlgängen und einem Gerbgang, dazu eine Säge-, Öl- und Gipsmühle; an Gebäuden zusätzlich Stadel, Stallung und Wagenremise, „alles in bestbaulichem Zustande.“
Das 1750 in Betrieb genommene Sägewerk existiert noch, während das Getreidemahlen in den 1970er Jahren eingestellt wurde. Zugleich ist das Anwesen ein landwirtschaftlicher Betrieb.

### Einwohnerzahlen
- 1818: 10[7]
- 1824: 11, 1 Anwesen[7]
- 1867: 07, 1 Gebäude[12]
- 1950: 09, 1 Anwesen[7]
- 1961: 06, 1 Wohngebäude[13]
- 1987: 07[1]
- 2011: 04
- 2015: 19